# Tanio (Schiff)
Die Tanio war ein Öltanker, der am 7. März 1980 vor der Bretagne in zwei Teile brach.

## Geschichte

### Einsatz
Das Tankschiff wurde 1957/58 als Lorraine auf der Werft Wilton-Fijenoord in Schiedam für die Reederei Société Française de Transports Pétroliers aus Dünkirchen gebaut und im März 1958 unter französischer Flagge in Fahrt gesetzt. Im Jahr 1971 übertrug man das Schiff ohne Namensänderung auf die Reederei Cie. Malagache de Transports Petroliers aus Tamatave auf Madagaskar. Weitere drei Jahre später erwarb die Gesellschaft Cie. de Navigacion Cruz del Sol aus Panama den Tanker und betrieb ihn als Tanio unter panamaischer Flagge weiter.

### Die Havarie
Das voll abgeladene Schiff befand sich im März 1980 mit einer Ladung von 26.000 Tonnen Schweröl der Sorte Fuel No. 6 auf einer Reise von Wilhelmshaven nach Civitavecchia. Am 7. März brach das Schiff während eines schweren Sturms rund 50 Kilometer vor der Île de Batz auseinander. Dabei kamen sieben Besatzungsmitglieder sowie der Kapitän ums Leben. Beim Auseinanderbrechen traten ungefähr 13.500 Tonnen Öl aus. Das Vorschiff sank mit einer Restladung von etwa 5.000 Tonnen Öl auf rund 90 Meter Wassertiefe. Das Achterschiff des Tankers mit einer Restladung von etwa 7.500 Tonnen Öl schwamm jedoch weiter und wurde vom Schlepper Abeille Languedoc nach Le Havre eingeschleppt und später verschrottet.

### Folgen
Es bildete sich ein Ölteppich, der sich aufgrund des starken Nordweststurms und der Meeresströmung auf die Kanalküste der Bretagne zubewegte, und diese am 9. März erreichte. Nach Schätzungen wurde ein bis zu 150 Kilometer langer Küstenabschnitt, welcher schon 1967 und 1978 durch die Ölverschmutzungen der Torrey Canyon und der Amoco Cadiz geschädigt wurde, verschmutzt.
Der Ölteppich konnte zunächst nur unter Beobachtung gehalten werden, da die zerklüftete Küstenstruktur mit ihren extremen Tideverhältnissen und das schlechte Wetter keine Bekämpfung der Verschmutzungen erlaubten. Erst später konnte mit großangelegten Reinigungsarbeiten begonnen werden, die sich bis Anfang Juli erstreckten. Die Hauptarbeiten galten hier vor allem dem besonders stark betroffenen rund 20 Kilometer langen Strandabschnitt bei Trégastel und Ploumanac’h, der touristisch genutzt wird.
Der Tanio-Unfall barg eine Reihe von Hindernissen beim Reinigen der unzugänglichen Küstenregion, da das zähflüssige Schweröl bei Umgebungstemperatur kaum pumpbar war. Aufgrund der relativ geringen Giftigkeit des Öls blieb der Schaden an der Natur noch in einem „verhältnismäßig kleinen“ Rahmen. Während der Aufräumarbeiten wurden allerdings rund 1700 verendete Seevögel gesammelt; auch Bereiche im Tidewechselbereich, insbesondere Muschelkulturen und Seegrasgebiete waren betroffen.